# Lappa (Gemeindebezirk)
Der Gemeindebezirk Lappa (griechisch Δημοτική Ενότητα Λαππαίων Dimotikí Enótita Lappéon) ist einer von vier Gemeindebezirken der Gemeinde Rethymno im Regionalbezirk Rethymno in der griechischen Region Kreta auf der gleichnamigen Mittelmeerinsel Kreta. Zwischen 1997 und 2010 existierte Lappa als eigenständige Gemeinde. Sie wurde nach der im Inselinneren gelegenen antiken Stadt Lappa benannt. Gemeindesitz war Episkopi.

## Verwaltungsgliederung
Anlässlich der Gebietsreform 1997 erfolgte der Zusammenschluss von acht Landgemeinden zur damaligen Gemeinde Lappa, die dem heutigen Gemeindebezirk entspricht. Im Rahmen der Verwaltungsreform 2010 erfolgte die Vereinigung mit den Gemeinden Rethymno, Arkadi und Nikiforos Fokas, die nunmehr die Gemeindebezirke der neuen Gemeinde Rethymno bilden.
| Kinotita (Κοινότητα) | griechischer Name       | Code     | Fläche (km²) | Einwohner 2001 | Einwohner 2011 | Dörfer und Siedlungen                  |
| -------------------- | ----------------------- | -------- | ------------ | -------------- | -------------- | -------------------------------------- |
| Episkopi             | Κοινότητα Επισκοπής     | 73010301 | 07,104       | 783            | 755            | Episkopi, Pyrgos                       |
| Argyroupoli          | Κοινότητα Αργυρουπόλεως | 73010302 | 06,342       | 402            | 403            | Argyroupoli                            |
| Archondiki           | Κοινότητα Αρχοντικής    | 73010303 | 03,481       | 268            | 244            | Archondiki                             |
| Vilandredo           | Κοινότητα Βιλανδρέδου   | 73010304 | 12,725       | 233            | 134            | Vilandredo, Alones, Arolithi, Roumbado |
| Karoti               | Κοινότητα Καρωτής       | 73010305 | 03,523       | 273            | 191            | Karoti                                 |
| Kato Poros           | Κοινότητα Κάτω Πόρου    | 73010306 | 02,499       | 068            | 053            | Kato Poros                             |
| Koufi                | Κοινότητα Κούφης        | 73010307 | 02,327       | 144            | 127            | Koufi                                  |
| Myriokefala          | Κοινότητα Μυριοκεφάλων  | 73010308 | 12,986       | 457            | 309            | Myriokefala, Maroulou                  |
| Gesamt               | Gesamt                  | 730103   | 50,987       | 2628           | 2216           |                                        |